# 林田藩
林田藩（日语：／ Hayashida han */?）是日本江戶時代的一個藩。位於播磨國揖東郡郡，藩廳在林田陣屋（今兵庫縣姬路市林田町），藩主是建部氏，家格屬於外樣大名，於江戶城詰席時份在柳之間。
藩祖建部政長本是尼崎藩主，僅有七百石領地，因在1615年（元和元年）參加大坂之役建功，方獲得攝津國川邊郡、西成郡石高達一萬石，躋身大名行列，及後遷到播磨國揖東郡郡。
7代藩主政賢於年1794年（寬政6）創設藩校敬業館，專司教育藩士子弟。9代政和將藩校敬業館大為振興，其講堂於1992年（平成4年）被姫路市指定為文化財。而建部政和因傾向佐幕派立場所以對藩內尊王攘夷運動的鎮壓不遺餘力。然而10代藩主建部政世卻又在戊辰戰爭時倒向新政府一方，1871年（明治4年）廢藩置縣後結束建部家於林田藩十代的統治，後於1884年（明治17年）被列為子爵。

## 歷任藩主
1. 建部政長
2. 建部政明
3. 建部政宇
4. 建部政周
5. 建部政民
6. 建部政教
7. 建部政賢
8. 建部政醇
9. 建部政和
10. 建部政世